# إيماغاواياكي
إيماغاواياكي (باليابانيَّة 今川焼き) نوع من الحلوى اليابانيَّة الشّائعة في المناسبات والأعياد، وهي معروفة أيضًا خارج اليابان. تُصنَعُ من عجينة البانكيك السّائلة( الّتي تتكوَّن من الدّقيق والبيض والحليب) وتُخبز هذه العجينة في مقلاة خاصَّة تُشبه مقلاة الوافل البلجيكي، لكنّها غير مُنَخْرَبَة (ليس بها ثقوب) ثمّ تُحشى عادةً بهريس فاصولياء الأزوكي المُحلاّة، وقد وراج في السنوات الأخيرة حشوها بموادّ أخرى، مثل القسترد بطعم الفانيليا، أو مُربّى الفاكهة، أو الكاري الياباني، بل قد تُحشى أحيانًا ببعض أنواع اللّحوم والخُضار، أو البطاطا والمايونيز. تُشبه الإيماغاواياكي الدوراياكي، باستثناء أنّ الأخيرة تتكوَّن من شطيرتين منفردتين، وتوضع بينهما حشوة بعد خبزهما، وتُقدّمُ غالبًا باردة. بدأ بيع حلوى إيماغاواياكي في ناحية كَنْدا (باليابانيَّة 神田) بالقرب من جسر إيماغاواباشي، وذلك في عهد أنئي (安永) (1772 - 1781 م) من حقبة إيدو. ويعود الاسم إيماغاواياكي إلى تلك الحقبة.

## اقرأ أيضاً
- قائمة الحلويات اليابانية

## أسماء أخرى

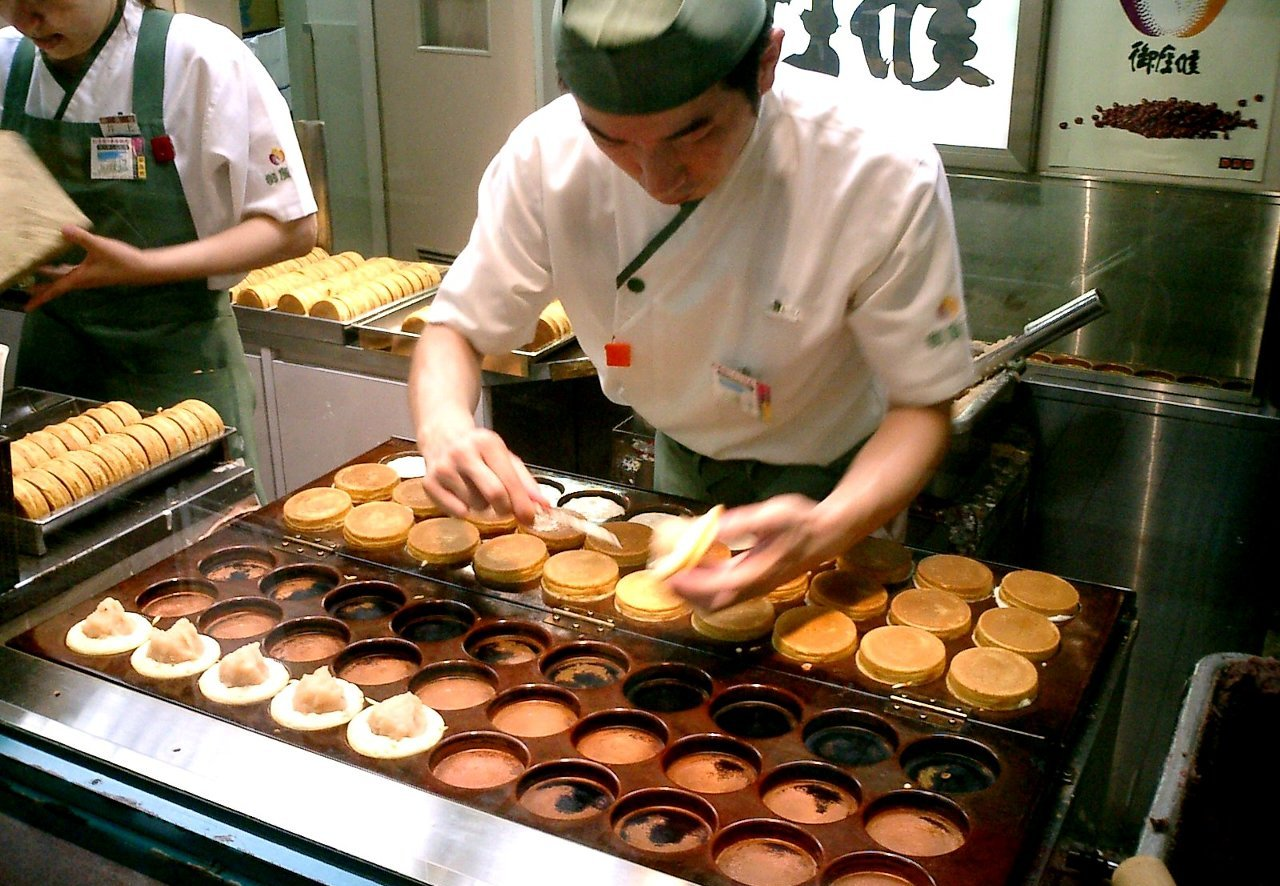
إيماغاواياكي (غوزاسورو) تحضير إيماغاواياكي غوزاسورو في أحد حوانيت منطقة سانوميّا في مدينة كوبه، اليابان

للإيماغاواكي تسميات عديدة حسب الحقبة التّاريخيَّة، والمنطقة، ومن هذه التّسميات:
- أوبَنْياكي (باليابانيَّة 大判焼き) وهو اسم شائع في منطقة كانساي.
- كايتِنياكي (باليابانيَّة 回転焼き) أو كايتِن مانجو (باليابانيَّة 回転饅頭) وهو الاسم الشّائع في منطقتيّ كانساي وكيوشو.
- نيجوياكي (باليابانيَّة 二重焼き).
- كوبَنْياكي (باليابانيَّة 小判焼き).
- غي شي ياكي (باليابانيَّة 義士焼き).
- تومِياكي (باليابانيَّة 巴焼き).
- تايكوياكي (باليابانيَّة 太鼓焼き)أو تايكومانجو (باليابانيَّة 太鼓饅頭).
- بونكاياكي (باليابانيَّة 文化焼き).
- تايشوياكي (باليابانيَّة 大正焼き).
- جِيوياكي (باليابانيَّة 自由焼き).
- فوفومانجو (باليابانيَّة 夫婦饅頭) وباختصار: فومان (باليابانيَّة フーマン).
- أوياكي (باليابانيَّة おやき) وهي تسمية شائعة في محافظة آوموري وفي جزيرة هوكايدو، وتختلفُ هذه التّسمية عن الكفتة الّتي تحمل نفس الاسم في محافظة ناغانو.
- كِنتسوبا (باليابانيَّة きんつば) وهو اسم مستعمل في بعض أنحاء محافظة نييغاتا، وفي محافظة فوكوشيما، وهي تختلف عن نوع آخر من حلويات واغاشي الّذي يحملُ نفس الاسم.

### تسميات حسب الشّركة المُنتجة
- غوزاسورو (باليابانيَّة 御座候) تُطلق على نوع من إنتاج شركة غوزاسورو م.ض. الّتي تأسّست عام 1950 في مدينة هيميجي، وتعني هذه الكلمة: "شُكراً لكُم على الشّراء"، بأسلوبٍ يابانيّ قديم.
- هيغيري ياكي (باليابانيَّة ひぎりやき) تُطلق على نوع من إنتاج شركة ساواي هونبو م.ض. الموجودة في محافظة إهيمي. ويعود أصلها إلى هيغيري جِيزو بالقُرب من محطّة القطار في ماتسوياما.
- جيمانياكي (باليابانيَّة 自慢焼き) وهو الاسم الذي يستخدمه محلّ فوجي لبيع الثّلج في محافظة ناغانو.